# 日清修好条規
日清修好条規（にっしんしゅうこうじょうき）は、1871年9月13日（明治4年7月29日、同治10年）に、天津で日本と清の間で初めて締結された近代的な条約。両国にとって開国後、初めて外国と結んだ「対等」条約であった。
この条約により、両国の正式な外交関係が樹立された。ただし、互いに領事裁判権と協定関税率を認め、最恵国待遇を欠くなどの面で、変則的な対等条約であった。相互に開港することなどを定めており、この条約と同時に、通商章程と海関税則も調印された。

## 調印
調印を行った公使（欽差全権大臣）は、日本側は大蔵卿伊達宗城(旧宇和島藩主)、清側は直隷総督李鴻章であった。
最恵国待遇の条項などをめぐって日本政府内に不満が生じ、批准が遅れた（1873年批准）。

## 失効
1894年（明治27年）の日清戦争勃発により失効した。

## 日清外交の推移
16世紀末以来、日本と中国（明・清）の間には正式な国交がなかった。また、日本の開国以前の日清貿易は肥前国長崎港1港に限り、江戸幕府の特許を受けた清国の一定数の商船が来航し、「唐人屋敷」とよばれる中国人居住地区に滞在して、そこで貿易取引が許されているのみであった。
開港後、江戸幕府はイギリスの仲介で上海港の清国官憲とのあいだで、日本人が商業や学問修業のために清国に渡り、上陸・居住することを認めてほしい旨、交渉を進めた。しかし、その交渉の途中で幕府が崩壊し、明治維新後、その交渉は新政府の九州鎮撫総督、ついで長崎府に引き継がれた。明治元年（1868年）10月、上海当局より、日本人と日本商船が上海に限って来航することを許すが、日本側は清国の法令を遵守すればそれでよく、改めて条約を結ぶ必要はないとの通告を受け、長崎府もそれを了承した。なお、在日清国人の犯罪は日本の法律で裁かれ、在清日本人も同様に清国の法で処罰されるとし、互いに治外法権を認め合わないこととした。ただし、この交渉は中央政府の指令にもとづいたものではなかった。
明治2年（1869年）2月以降、新政府の中枢では対清国交問題が検討されるようになった。同年11月、日本の外務省は清国の首都、北京に使節を派遣して状況を把握させ、もし日清貿易が発展の見込みありと判断されるならば、そのとき欧米各国の事例にならって国交を開けばよく、何も急ぐ必要はないとの意見を太政官に提出した。その一方で、万国交通の当世にあって開国和親の方針を打ち出した日本が隣邦との国交関係をもたないのは長期的にみて国力伸長の方針に即していないとする見解もあり、ことに李氏朝鮮に国交を求めた日本の国書に「皇」「勅」の字があり、そのことを朝鮮が「上国」である清国皇帝のみが使用しうる文字であるとして受理を拒否し、対朝国交問題が暗礁に乗り上げていることから、むしろ、それを逆に利用して日清が対等の交際を取り結べば、朝鮮も日本との開国に前向きになり、あるいは日本が朝鮮の「上国」の地位が確立できるという指摘もあった。

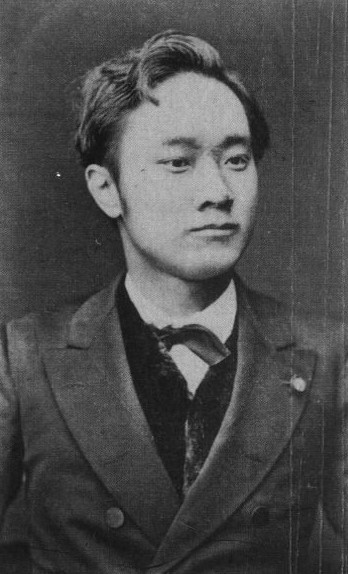
柳原前光

明治2年12月3日、当時従三位の木戸孝允を欽差全権大使として清国および朝鮮に差遣するとの勅令が出された。しかし、木戸は国事に忙殺されて日本を離れることができず、この計画は頓挫し、明治3年6月29日（1870年7月27日）、外務権大丞柳原前光（公家出身）および外務権少丞花房義質（旧岡山藩士）を清国に派遣し、国交樹立と通商開始の予備交渉および貿易状況の調査にあたらせることとした。この時に柳原は清国に渡航経験がある名倉松窓を随員として同行させた。

## 概要

### 交渉経緯

#### 予備交渉

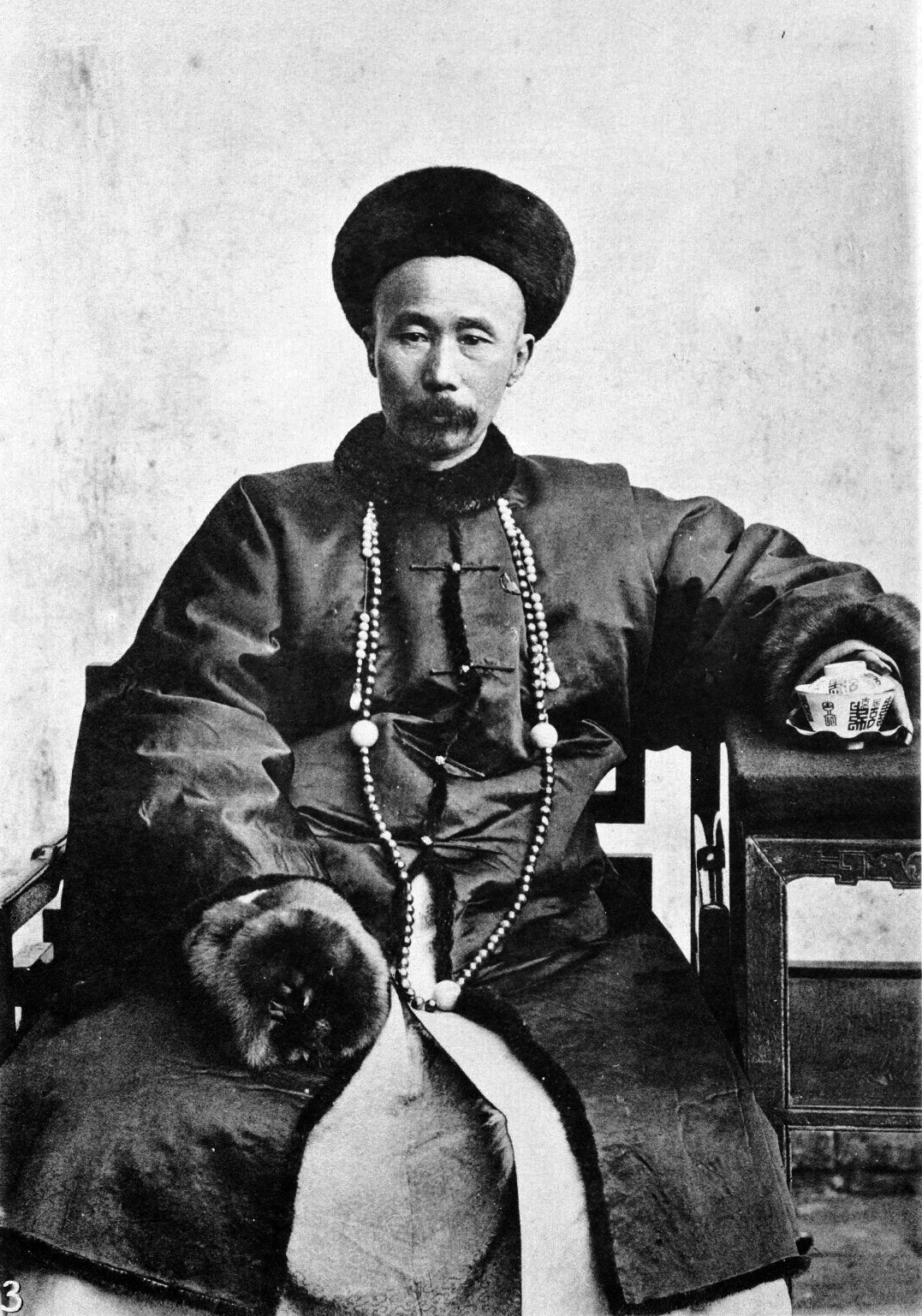
李鴻章

柳原らは、上海経由で天津に赴き、自らの任務と渡清の目的を清国政府に伝えた。これに対し、清国は古来「大信は約せず」の言葉があるように、古くからの友邦である日清両国は今さら西洋に倣って条約など結ぶ必要なしと伝え、ただ上海1港の開港を許可するゆえ、同地で従来通りの通商を行うこととすればよい旨を答えた。清国内にはもともと、日本からの国交交渉に応じれば「臣服朝貢」の国々がつぎつぎと同じ要求をおこない、従来の朝貢システム（冊封体制）が崩壊するのではないかという保守派からの根強い反対論があったのである。
柳原前光はしかし、この申し出に対してあくまでも引き下がらず、苦労の末に曾国藩や李鴻章をはじめとする清国政府の重鎮と面会し、説いてまわった。洋務派の曾や李は、アロー戦争や太平天国の乱で苦しんだ経験から、経済再建と富国強兵にむけて日本と新しい関係を結ぶことに前向きであり、日本は朝貢国ではなく、日清間は長年にわたって平和的関係がつづいていることに理解を示した。この際、柳原は李鴻章に対し、清国内に依然として根強く残る攘夷思想を利用して、西洋列強の圧力に対し日清両国が協力して抵抗すべきであると説いた。李鴻章はこれに同意し、西洋諸国が中国より遠く隔たっているのに対し、日本は清国の隣邦であり、これを「籠絡」すれば清国を扶助することにもなるが、一方、「拒絶」すればかえって清国の仇敵となる怖れもあろうとの考えに立ち、日本との条約締結をしばしば清国政府に建言した。ただし、実際のところ、大久保利通ら日本政府の首脳は日清両国が協力して西洋諸国にあたろうという考えは毛頭もっておらず、柳原自身も自身の見解を国交樹立までの一時の方便とみなしていた。
これに対し、欧米列強は実際に、東アジアの二大勢力である清国と日本が提携し、反西欧連合を密約したのではないかという警戒の念をあらわにした。

#### 本交渉

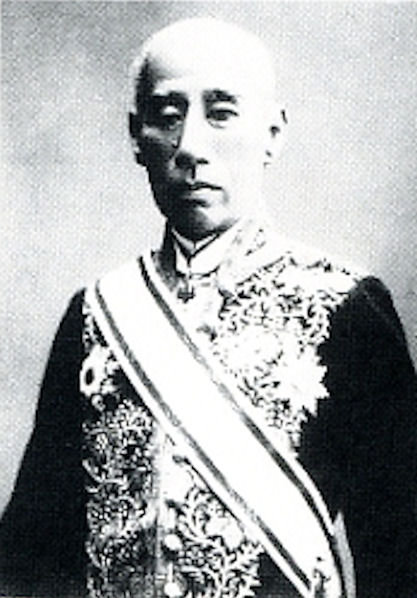
伊達宗城

明治4年（1871年）5月、日本政府は正規の全権大臣として旧宇和島藩主の伊達宗城を任命し、副使となった柳原前光もまた継続して交渉を進めた。これに対し、イギリス・フランス・アメリカ合衆国の3国は、日本と清国がもし攻守同盟を結ぶことになれば、日本にとって決して幸福な結果をもたらさないだろうとの共同声明を発して干渉した。これに対し、日本政府は5月10日に政府声明を発して、日清同盟の噂を公式に否定したのであった。
6月、伊達全権は天津に到着し、ただちに本交渉に入った。第1条では「いよいよ和誼を敦くし天地と共に窮まりなかるへし。又、両国に属したる邦󠄈土もおのおの礼を以て相まち、いささかも侵󠄃越する事なく永久安全を得せしむへし」として子々孫々までの日清友好が謳われた。日本側の条約案は当初、清国と欧米諸国が結んだ諸条約、特に清国とドイツ帝国が結んだ天津条約（清独条約）をもととして、日本を欧米諸国の立場に置く不平等条約案であった。日本としては、他の欧米列強のように最恵国待遇や清国の内地通商権を獲得したかったのである。
清朝の全権を託された李鴻章はこれを一蹴して最恵国条款と内地通商権規定を削除し、領土保全と他国からの侵略に対する相互援助規定を盛り込んだ対案を提起した。それが上述の第1条、そして第2条に示された「両国好を通󠄃せし上は、必す相関切す。もし他国より不公󠄃及ひ軽藐（軽蔑）することある時、その知らせをなさは、いずれも互に相助け、あるいは中に入り程よく取扱ひ、友誼を敦くすへし」であり、これは明らかに一種の同盟規定であった。伊達宗城は第2条を完全に拒否し、列強はすでに日清同盟を疑っている以上、かれらを刺激するような文言を記すべきではないとして、さかんに列強に嫌疑をかけられないようにすべきことを主張した。これに対し、李は、西洋からの嫌疑がそれほど怖ろしいというのならば、伊達全権はむしろ清国に来なければよかったのであり、そうした方が日本も欧米に接しやすかろうと応じた。清国側の対案は充分に準備されたものであり、交渉術も日本側より巧みであった。
これについては日清双方の意見が互いに平行線をたどった。伊達全権は、日米間ないし清米間で結ばれた条約（日米和親条約、望厦条約）における類似する条項と同様の解釈、すなわち平時における紛争解決を友好国のよしみで調停する程度のものにすぎないという解釈をほどこしたうえで、これに同意した。こうして、明治4年7月29日（1871年9月13日）、末永く両国の友好を謳った対等条約、日清修好条規が結ばれたのである。
調印者
- 欽差全権大臣従二位大蔵卿 伊達宗城
- 欽差全権大臣　直隷総督　李鴻章

### 条約内容と反対論

#### 条約内容
日清修好条規は、平等条約ではあったものの、その内容は両国がともに欧米から押し付けられていた不平等条約内容を相互に認め合うという極めて特異な性格をもっていた。
具体的には
- 両国は互いの「邦土」への「侵越」を控える（第1条）
- 外交使節の交換および双方に領事を駐在させる（第4条、第8条）
- 両国の交渉には漢文を用い、和文を用いるときには漢文を添える（第6条）
- 制限的な領事裁判権をお互いに認める（第8条、第9条、第13条）
- 両国の開港場では刀剣の携帯を禁じる（第11条）
- 通商関係については欧米列強に準ずる待遇（協定関税率等）を互いに認め合う

といった内容であった。
日本が当初要求した最恵国待遇は得られず、逆に、日本もまた清国に対し最恵国待遇をあたえなかった。領事裁判権に関しては、両国とも自国民相互の争いはそれぞれの国法により当該国の領事が裁判をおこない、日清両国民間の争いについては双方の官吏が協議して裁判するものとし、関税に関しても関税率を相互の協定によって決めることとした（協定関税制度）。日本側としては、自主裁判権も関税自主権もほしいところであったが、それを得るには清国に対しても同様の権利を認めざるをえず、特に清国の国法が過酷とみられたために、これを望まないところから以上のような規定となった。そして、清国はおそらくは日本に領事を派遣しないであろうと見越し、そうなれば、現実には日本側が一方的に治外法権を獲得できるとの見込みを立てたのであった。

#### 日本における条約反対論
本条約については、日本政府部内から猛反対がわき起こった。ことに、内地通商権が得られなかったことに対する不満は大きかった。第14条の「両国の兵船󠄄開港󠄃場に往来する事は、自国の商民を保護するためなれは、都て未開港󠄃場及ひ内地の河湖支港󠄃へ乗入る事を許さす。違󠄄ふ者は引留て罰を行ふへし。もっとも風に遇󠄄ひ難を避󠄃るために乘入りたる者はこの例にあらす」という規定に対する反対も多かった。 軍事同盟密約の疑惑が持たれる原因となった第2条についても問題視され、また、条約前文に「天皇陛下」の尊号を明記することは、日本を朝鮮の「上国」とするためには必須の手続きであったはずなのに、それを明示していないことにも疑問の声があがった。さらに、第11条の両国商民往来において刀剣を携帯することができないという規定にも士族からの強い反対があった。

### 条約の批准

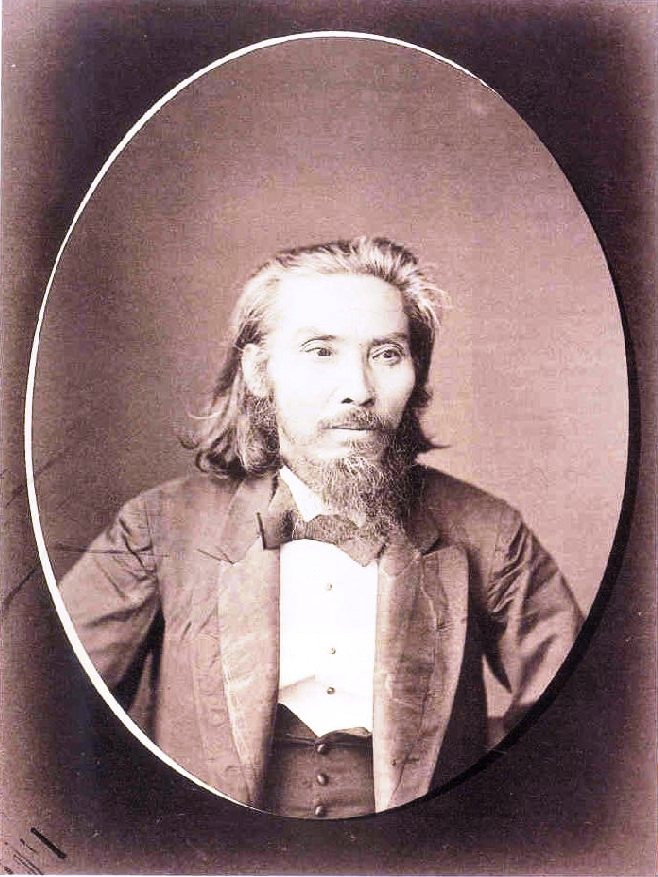
副島種臣

上述したような本条約の特異性により、当時東洋に進出していた主要な欧米列強から攻守同盟の密約の嫌疑を持たれたことや領事裁判権の承認など国内における反対論などもあって批准が遅れたのである。翌1872年には、日本は欧米の圧力を受け、第2条の削除をはかったが清国に拒否されている。また、日本政府部内では、この条約が日本と列強との条約改正実現の障害となりかねず、清国への経済進出も進まないであろうとの懸念から批准に慎重な意見もあった。
しかし、明治4年（1871年）に起こった琉球御用船台湾漂着事件や明治5年（1872年）のマリア・ルス号事件の影響で日本側の批准の必要性が高まったのであった。また、国内における征韓論や台湾出兵論の高まりとともに、朝鮮や台湾に対し、清国がどのような対応をとるかもよく確認しておく必要が生じてきた。あわよくば、台湾が清朝にとって「化外」の地であるという言質がとれることも期待されたのである。そこで、一連の事件の始末を名目に清国に派遣された外務卿副島種臣自身により、伊達宗城が調印したままの条約について1873年（明治6年）4月30日に批准書交換がされて発効した。
批准当時にあっては、第2条についてはすでに列国の了解を得ており、第11条に関しても日本国内での士族帯剣禁止の方向性はすでに打ち出されていた。また、第14条の「未開港場」への軍艦入港禁止に関しては、この規定は台湾については当てはまらないものと政府部内では決めており、そこで批准の運びとなったのである。
こののち、日本はなおも列強と同一の条約に改定することを求めて清国と交渉を続けたが成功しなかった。なお、この条約は1894年の日清戦争勃発直前まで、その効力が続いた。1894年（明治27年、光緒20年）8月1日、日清両国は互いに宣戦布告して日清修好条規は失効した。

### 第一条を巡る対立
「属したる邦土」について、清朝側の解釈では、直接の統治下にある中国本土のみならず、朝鮮などの「朝貢国」も含むとしていた。これは朝貢をすれば、儀礼上、上下の関係が生じ「上邦」「属邦」とも称するからである。
しかし、日本側の伊達使節団は、所属邦土には清朝の朝貢国、属国を含まないと解し、本国に「所属邦土は、藩属土を指すに非ず」と報告していた。始めから解釈を巡るズレが生じたまま条規は調印された。
1871年、台湾へ漂着した琉球島民54人が殺害される宮古島島民遭難事件が発生し、日本政府は清へ抗議するものの清朝の外務当局は、生蕃は「化外の民」であり、清朝の統治のおよばぬ領域での事件であると回答。これを受けて1874年、西郷従道率いる日本軍が台湾に出兵した（台湾出兵）。
これに対して清朝政府は台湾は清朝領土であるから武力侵入は日清修好条規違反である、速やかに撤兵せよと日本政府に厳重なる抗議を行う。問題の解決のため、大久保利通を北京に派遣。条約の「邦土」の解釈、国際法と華夷秩序を巡る対立となる。
日本側は、国際法に「政化の及ばざる地は、以て属する所となすを得ず」とあり、実質的な統治を行っていない台湾は清朝に「属したる邦土」ではありえない、だから清朝は日本を拘束しえない。と主張。
清朝側は、「台湾の生蕃が元来、中国に属するのは、議論の余地がない」。「所属の邦土」をどのように治めるかは、清朝が「それぞれの風習に応じ(因俗制宣)」て決めるべきもので、「万国公法なるものは、近来西洋各国にて編成せしものにしても殊に我清国の事は載する事なし。之に因て論する事なし。」と述べ、日本側の国際法準拠の主張にまったくとりあわなかった。
イギリス公使ウェードの斡旋で双方が戦争だけは避けるべく、日本への賠償金支払いと日本の出兵目的を間接的に認める措置で妥結となったが、日本は清朝を国際法に準拠しない国だとみて、清朝は日本を条約に背いてみだりに武力に訴える国だとみて、互いに一層不信感・警戒感を募らせることとなった。

## 逸話
- 長崎の書家、小曽根乾堂は全権大使伊達宗城の随員として清国に同行しており、清国全権大使の李鴻章にその書を認められ、「鎮鼎山房」の額を贈られた。
- 明治4年に外務卿となった副島種臣は、マリア・ルス号事件で活躍し、助けを求めた中国人奴隷を解放したことで、「正義人道の人」として国際的名声を高めた。また、修好条規批准の際の副島は同治帝成婚の賀を述べた国書の奉呈も行い、清朝皇帝謁見に際しては従来の慣例であった跪礼を破って立礼で押し通し、日清対等を世界に示し、朝貢貿易体制の終焉を各国に印象づけた。また、この間の清朝高官との詩文交換では、その博識ぶりが非常に高く評価された。